# Madison Mailey
Madison Mailey, född 22 oktober 1996 i Vancouver, är en kanadensisk roddare.

## Karriär
Vid olympiska sommarspelen 2020 i Tokyo, som arrangerades 2021, var Mailey en del av Kanadas lag som tog guld i åtta med styrman.